# Deasonika (album)
Deasonika è il terzo album dell'omonimo gruppo italiano.

## Tracce
1. Non dimentico più
2. La mia veste
3. L'uomo del secolo
4. Piccoli dettagli al buio
5. P.a.d.
6. Il giorno della mia sana follia
7. Venere
8. Idea
9. Cliché
10. La luna
11. Settembre
12. Quello che non c'è
13. Calling you
14. Betrayal (feat. Jaz Coleman)